# Иверско-Серафимовский монастырь
И́верско-Серафи́мовский женский монастырь — православный женский монастырь в Алма-Ате.

## История

### Женский монастырь Верного
Первая монашеская община была организована в 1907 году Архиепископам Дмитрием Абашидзе в городе Верный. Под монастырь был отдан большой участок с примыкающим кладбищем, за которым монахини и ухаживали рядом с Софийским собором.
Здание было выстроено в 1908 году по проекту Я. И. Порошина и художника-архитектора С. К. Тропаревского. Одновременно было начато строительство корпусов монастыря. Назван он был Иверско-Серафимиевским в честь иконы Иверской Божьей Матери (Иверией в старину называлась Грузия), дарованной и привезенной по просьбе архиепископа Дмитрия, Московским Донским монастырем, а также в честь святого Серафима Саровского. Иверская икона с того времени стала считаться покровительницей края.
С сентября 1918 года обитель существовала на положении коммуны, а весной 1921 года монастырь был закрыт. В 1918 году ворвавшимися в монастырь красноармейцами были расстреляны две монахини. Монахиня Евдокия была убита, монахиня Анимаиса (Затыльникова) выжила, но осталась парализованной.
В конце 1920-х – начале 1930-х годов на землях, прежде принадлежавших монастырю, организовано Центральное кладбище города.
Сооружения монастыря были окончательно разрушены в 1980-х годах.

### Восстановление монастыря
В 2004 году было принято решение о восстановлении монастыря, а 2008 году он был вновь открыт. На территории монастыря расположены часовня Матроны Московской, часовня преподобного Серафима Саровского.
В мае 2004 года останки святителей были торжественно перезахоронены в нововыстроенном склепе, расположенном неподалёку от фундамента разрушенного храма. В октябре 2005 года две памятные плиты с именами архипастырей, Поклонный крест и арка над ним, напоминающая своими очертаниями отверстые Царские врата, были установлены над местом последнего земного пристанища Туркестанских архипастырей.
В 2011 году в дар монастырю на хранение в собор были переданы мощи святых Веры, Надежды, Любови и Софии из Константино-Еленинского женского монастыря под Санкт-Петербургом.
По состоянию на 2017 год в монастыре проживало 25 монахинь, семь из которых схимонахини — монахини, принявшие совершенное отчуждение от мира.